# BAD MOON
『BAD MOON』（バッドムーン）は、伊藤結花理による日本の漫画作品。1994年より角川書店（ASUKAコミックス）発行。

## あらすじ
吸血鬼と人間のハーフ・以武（いぶ）と夢魔（ナイトメア）のカイが13人の運命の騎士を探して世界を旅するLove&ロマンのドラマチック・アドベンチャー。

## 書誌情報
- 伊藤結花理『BAD MOON』角川書店〈ASUKAコミックス〉、全4巻
  1. 1994年6月発売[1]
  2. 1995年10月発売
  3. 1996年7月発売
  4. 1997年1月発売